# دان ستوفر
دان ستوفر هو سياسي أمريكي، ولد في 1951. نشط حزبياً في الحزب الديمقراطي.